# Seye Ogunlewe
Adeseye „Seye“ Akinola Ogunlewe (* 30. August 1991 in Lagos) ist ein nigerianischer Leichtathlet, der sich auf den Sprint spezialisiert hat.

## Sportliche Laufbahn
Erste Erfahrungen bei internationalen Meisterschaften sammelte Seye Ogunlewe bei den Commonwealth Games 2014 im schottischen Glasgow, bei denen er über 200 Meter mit 21,11 s in der ersten Runde ausschied. Kurz darauf schied er bei den Afrikameisterschaften in Marrakesch ebenfalls über 200 Meter in der ersten Runde aus, gewann aber als Vorläufer der nigerianischen 4-mal-100-Meter-Staffel die Goldmedaille. 2015 nahm Ogunlewe an den Afrikaspielen in Brazzaville teil und belegte dort im Finale mit 10,45 s den fünften Platz. 2016 qualifizierte er sich erstmals für die Olympischen Spiele in Rio de Janeiro, bei denen er über 100 Meter mit 10,26 s im Vorlauf ausschied. Zwei Jahre später belegte er bei den Commonwealth Games im australischen Gold Coast im 100-Meter-Lauf in 10,19 s den vierten Platz und wurde mit der nigerianischen 4-mal-100-Meter-Staffel im Finale disqualifiziert. Im August gewann er bei den Afrikameisterschaften im heimischen Asaba in 38,74 s die Silbermedaille mit der Staffel hinter Südafrika. Zudem belegte er über 100 Meter in 10,45 s den fünften Platz. 2019 nahm er erneut an den Afrikaspielen in Rabat teil und erreichte dort über 100 Meter das Halbfinale, in dem er mit 10,45 s ausschied. Zudem kam er in der Staffel im Vorlauf zum Einsatz und trug somit zum Gewinn der Silbermedaille bei. Dadurch erhielt er auch einen Startplatz in der Staffel für die Weltmeisterschaften in Doha im Oktober, wurde dort aber in der Vorrunde disqualifiziert. 2022 erreichte er bei den Afrikameisterschaften in Port Louis das Halbfinale über 100 Meter und schied dort mit 10,29 s aus und belegte mit der Staffel in 39,98 s den vierten Platz. Anschließend verhalf er der Staffel bei den Commonwealth Games in Birmingham zum Finaleinzug und trug somit zum Gewinn der Bronzemedaille bei.
2023 schied er bei den Weltmeisterschaften in Budapest mit 10,12 s im Halbfinale über 100 Meter aus und kam mit der 4-mal-100-Meter-Staffel mit 38,20 s nicht über den Vorlauf aus.
Zwischen 2015 und 2017 wurde Ogunlewe nigerianischer Meister im 100-Meter-Lauf. Er ist der Sohn des nigerianischen Politikers Adeseye Ogunlewe und lebte ab 2008 in Irland und studierte anschließend an der University of Essex und schloss dort ein Studium für Law and Politics ab.

## Persönliche Bestzeiten
- 100 Meter: 10,03 s (+0,8 m/s), 14. Juli 2023 in Lagos
  - 60 Meter (Halle): 6,68 s, 27. Januar 2013 in Lee Valley
- 200 Meter: 20,63 s (−0,2 m/s), 16. Juni 2023 in Graz